# Solanum decipiens
Solanum decipiens — вид рослин з родини Пасльонові (Solanaceae), поширений у Європі, Туреччині, на Кавказі. Етимологія: лат. decipiens — «обманювати».

## Опис
Однолітня рослина, темно-сіро-зелена трава з розгалуженими, (10)30–80 см заввишки стеблами, щільно вкритими залозистими м'якими волосками. Листові пластини від яйцюватих до округло-овальних, зазвичай незначно криві на полях. Суцвіття зазвичай 5–7 квіткові. Чашечка дзвоноподібна. Віночок округлий, 8–9(12) мм в діаметрі, білий, інколи світло синьо-фіолетовий. Пиляки тісно пов'язані, але товсті, жовті. Ягоди сферичні, діаметром 7–8 мм, зрілі чорні (f. schultesii), чорно-зелені, зелені або навіть жовто-зелені (f. luridum).

## Поширення
Поширений у Європі, Туреччині, на Кавказі (Азербайджан, Вірменія, Грузія); точне поширення невідоме.
Виростає на смітниках, компостах, край тротуарів, біля стін, на залізничних вокзалах, у садах. Шукає багаті азотом і кальцієм ґрунти. Цвіте у червні — жовтні.